# Monte Kali (Henrigen)
Monte Kali và Kalimanjaro là một bãi lớn đất đá cao tại thị trấn Heringen, Hesse,Đức. Đây là một trong số những bãi chứa chất thải của công ty hóa chất K+S,chủ yếu là Natri Chloride (muối ăn), một sản phẩm phu trong quá trình khai thác Kali, một ngành công nghiệp quan trọng trong vùng.
Các bãi chất thải lớn này nằm sát biên giới bang Thuringia,do đó nó cũng nằm sát với biên giới với Đông Đức cũ.

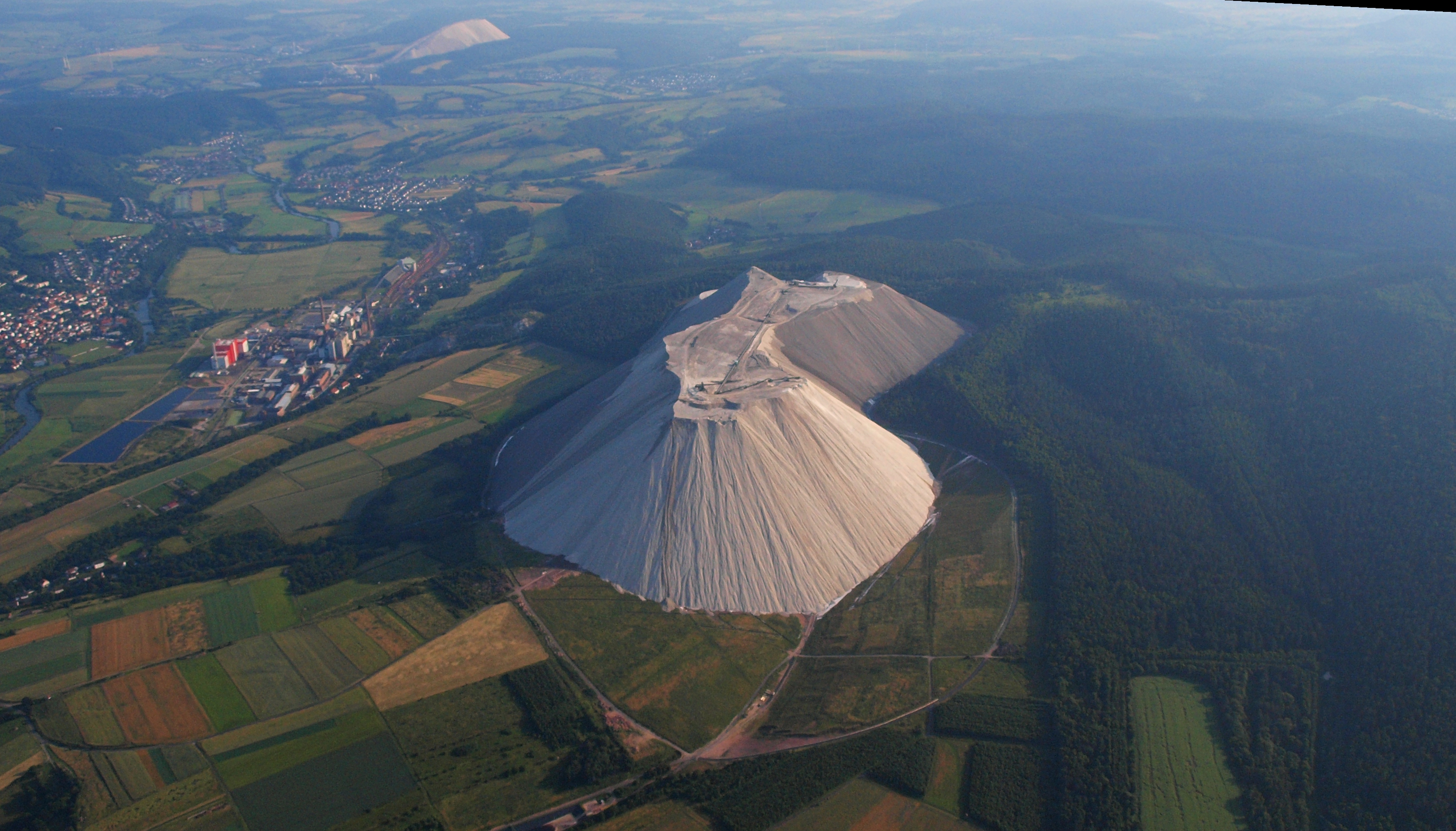
Monte Kali và Heringen; ở phía xa là một bãi chất thải tương tự, Philippsthal

Các bãi cao hơn 250 mét so với vùng đất  xung quanh,530 mét trên mực nước biển. Theo ghi nhận của  Bảo tàng mỏ Werra Potash Mining tại Heringen,bãi Monte Kali đã hoạt động từ năm 1976; Đến năm 2016,nó bao phủ một vùng đất 98 héc-ta và chứa sấp xỉ 201 triệu tấn muối,và 900 tấn được thêm mỗi giờ và 7,2 triệu tấn 1 năm.

## Ảnh hưởng đến hệ sinh thái
Lượng muối rò rỉ ra đất và các con sông là rất lớn.Nước  sông Werra đã bị nhiễm mặn (nồng độ muối lên tới hơn 2,5g/l, độ mặn cao hơn nước biển Baltic) rất ít sinh vật nước ngọt có thể sống trong đó. Nước ngầm trong vùng cũng đã bị nhiễm mặn. Công ty K+S được phép sử dụng bãi chứa này tới năm 2030.